# Сара (приток Ялмаса)
Сара — река в России, протекает по территории Сумпосадского сельского поселения Беломорского района. Длина реки — 10 км.
Река берёт начало из озера Сюрежне-Ламбина на высоте 159 над уровнем моря.
Течёт преимущественно в восточном направлении по заболоченной местности.
Река имеет один приток длиной 1,5 км.
Впадает в реку Ялмас на высоте выше 78,5 м над уровнем моря. Ялмас впадает в Сумозеро, через которое протекает река Сума, впадающая в Онежскую губу Белого моря (Поморский берег).
Код объекта в государственном водном реестре — 02020001412102000007150.